# 堂里站
堂里站（：／ Dangni yeok */?）是釜山地鐵1號線沿線的一座地下車站，位於韓國釜山廣域市沙下區堂里洞和下端洞交界處，韓語副站名為「沙下區廳」（사하구청）。

## 車站結構
站體為2面2線側式月台的地下車站，候車月台設有月台幕門，並有6處出口。1、3、5、6號出口位於堂里洞，2、4號出口位於下端洞。

### 月台配置
| 下端 ↑ |
| \| 上  |
| ↓ 沙下 |

| 月台 | 路線               | 目的地                         |
| ---- | ------------------ | ------------------------------ |
| 上行 | ●釜山都市铁道1号线 | 下端、新平、多大浦海水浴場方向 |
| 下行 | ●釜山都市铁道1号线 | 釜山站、西面、老圃方向         |

## 歷史
- 1994年6月23日：落成啟用。

## 車站周邊
- 沙下區廳
- 下端市場
- 下端圓環
- 堂里中學
- 大洸高校
- 國民銀行堂里洞分行
- 新韓銀行堂里洞分行

## 相鄰車站
釜山交通公社
●釜山都市铁道1号线
下端（102）－堂里（103）－沙下（104）